# NSW Open
L'NSW Open (Open del New South Wales) è un torneo professionistico di tennis che fa parte dell'ATP Challenger Tour maschile e dell'ITF Women's World Tennis Tour femminile. Inaugurato nel 2022, si gioca sui campi in cemento dell'NSW Tennis Centre, all'Olympic Park di Sydney, in Australia.

## Albo d'oro

### Singolare maschile
| Anno | Campione           | Finalista      | Punteggio   |
| ---- | ------------------ | -------------- | ----------- |
| 2024 | Thanasi Kokkinakis | Rinky Hijikata | 6–1, 6–1    |
| 2023 | Tarō Daniel        | Marc Polmans   | 6–2, 6–4    |
| 2022 | Hsu Yu-hsiou       | Marc Polmans   | 6–4, 7–6(5) |

### Doppio maschile
| Anno | Campioni                            | Finalisti                  | Punteggio        |
| ---- | ----------------------------------- | -------------------------- | ---------------- |
| 2024 | Blake Ellis (2) Thomas John Fancutt | Blake Bayldon Mats Hermans | 7–5, 7–6(4)      |
| 2023 | Ryan Seggerman Patrik Trhac         | Ruben Gonzales Nam Ji-sung | 6–4, 6–4         |
| 2022 | Blake Ellis (1) Tristan Schoolkate  | Ajeet Rai Yuta Shimizu     | 4–6, 7–5, [11–9] |

### Singolare femminile
| Anno | Campionessa    | Finalista      | Punteggio        |
| ---- | -------------- | -------------- | ---------------- |
| 2024 | Emerson Jones  | Taylah Preston | 6–4, 7–6(3)      |
| 2023 | Destanee Aiava | Astra Sharma   | 6–3, 6–4         |
| 2022 | Mai Hontama    | Petra Hule     | 7–6(1), 3–6, 7–5 |

### Doppio femminile
| Anno | Campionesse                        | Finaliste                       | Punteggio        |
| ---- | ---------------------------------- | ------------------------------- | ---------------- |
| 2024 | Lizette Cabrera Taylah Preston     | Destanee Aiava Maddison Inglis  | 6–1, 3–6, [10–8] |
| 2023 | Destanee Aiava (2) Maddison Inglis | Kyōka Okamura Ayano Shimizu     | 6–0, 6–0         |
| 2022 | Destanee Aiava (1) Lisa Mays       | Alexandra Osborne Jessy Rompies | 5–7, 6–3, [10–6] |